# 平戸市立南部中学校
平戸市立南部中学校（ひらどしりつ なんぶちゅうがっこう、Hirado City Nambu Junior High School）は、長崎県平戸市津吉町にある公立中学校。

## 概要
歴史
1958年（昭和33年）に平戸市南部地区の中学校3校（中津良・津吉・志々伎）が統合されて開校した。2018年（平成30年）に創立60周年を迎えた。2021年（令和3年）4月には平戸市立野子中学校を統合した。
校訓
「自主・責任・規律・親和」
校歌
作詞は西川三美、作曲は伊藤英一による。歌詞は3番まであり、各番に校名の「南部」が登場する。
校区
- 平戸市立中津良小学校校区（下中津良町、上中津良町、敷佐町、猪渡谷町（一部））
- 平戸市立津吉小学校校区

（神船町、津吉町、東中山町、西中山町、辻町、鮎川町、無代寺町、大佐志町、田代町、前津吉町、神上町、神ノ川町、船木町、早福町）
- 平戸市立志々伎小学校校区（大志々伎町、志々伎町、小田町、石堂町、野子町全域（船越、向月））
- 平戸市立野子小学校校区（野子町）

## 沿革
旧・平戸市立中津良中学校（なかつら）
- 1947年（昭和22年）4月1日 - 学制改革（六・三制の実施）が行われる。
  - 旧・中津良村国民学校の初等科が改組され、中津良村立中津良小学校が発足。
  - 旧・中津良村国民学校の高等科および旧・中津良青年学校が改組され、「中津良村立中津良中学校」（新制中学校）が発足。小学校に併設。
- 1949年（昭和24年）- 新校舎が完成（小学校との併設は継続）。
- 1955年（昭和30年）1月1日 - 市政施行により、「平戸市立中津良中学校」に改称。

旧・平戸市立津吉中学校（つよし）
- 1947年（昭和22年）4月1日 - 学制改革（六・三制の実施）が行われる。
  - 旧・津吉村国民学校の初等科が改組され、津吉村立津吉小学校が発足。
  - 旧・津吉村国民学校の高等科および旧・津吉青年学校が改組され、「津吉村立津吉中学校」（新制中学校）が発足。青年学校の校舎を使用。
- 1955年（昭和30年）1月1日 - 市政施行により、「平戸市立津吉中学校」に改称。

旧・平戸市立志々伎中学校（しじき）
- 1947年（昭和22年）4月1日 - 学制改革（六・三制の実施）が行われる。
  - 旧・志々伎国民学校の初等科が改組され、志々伎村立志々伎小学校が発足。
  - 旧・志々伎国民学校の高等科および旧・志々伎青年学校が改組され、「志々伎村立志々伎中学校」（新制中学校）が発足。小学校に併設される。
- 1951年（昭和26年）- 新校舎が完成（小学校との併設は継続）。
- 1955年（昭和30年）1月1日 - 市政施行により、「平戸市立志々伎中学校」に改称。

統合・平戸市立南部中学校
- 1958年（昭和33年）9月1日 - 以上の中学校3校を統合し、「平戸市立南部中学校」（現校名）が開校。
- 1960年（昭和35年）1月 - 鮎川町に統合校舎が完成し、移転を完了。
- 2021年（令和3年）4月1日 - 平戸市立野子中学校を統合[1]。

## 部活動
運動部
- 野球部
- サッカー部
- 卓球部
- ソフトテニス部
- バレーボール部

文化部
- ブラスバンド部

## アクセス
- 最寄りのバス停 - 西肥バス・平戸ふれあいバス 「南部中学校前」バス停
- 道路
  - 国道383号 - 学校のそばを通っている。
  - 長崎県道60号獅子津吉線
- 前津吉港 - 津吉商船（野母商船グループ）が佐世保港、相浦港（相浦桟橋）との間に「コバルト21」を運航している[2]。

## 周辺
- 平戸市立津吉小学校
- 平戸市役所 南部出張所
- 南部市民グラウンド
- 長崎県警察平戸警察署津吉警察官駐在所
- 津吉郵便局
- 小鳩保育園
- JAながさき西海津吉支店・津吉ライスセンター・津吉集出荷センター

## 参考資料
- 「平戸市史（復刻版）」（1983年（昭和58年）3月10日発行, 平戸市）

## 関連事項
- 長崎県中学校一覧